# Río Morbeya

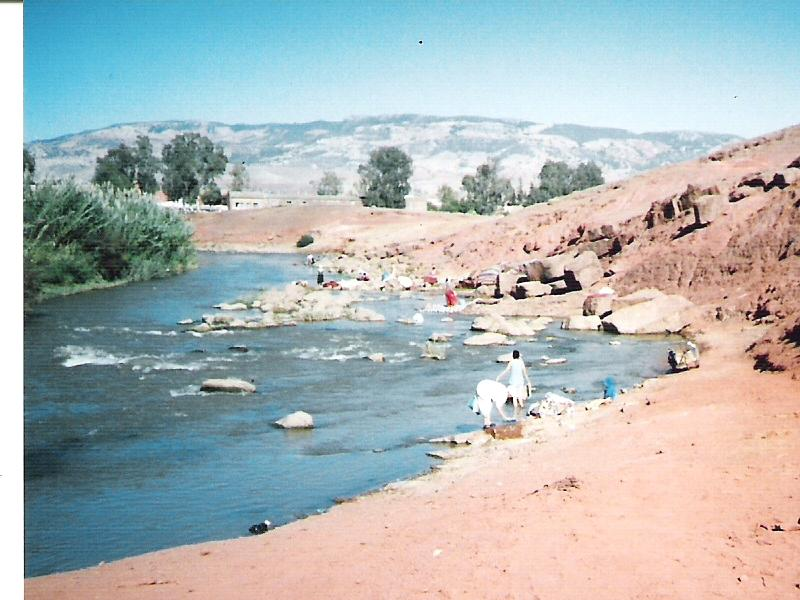
Lavanderas de lana en el río.

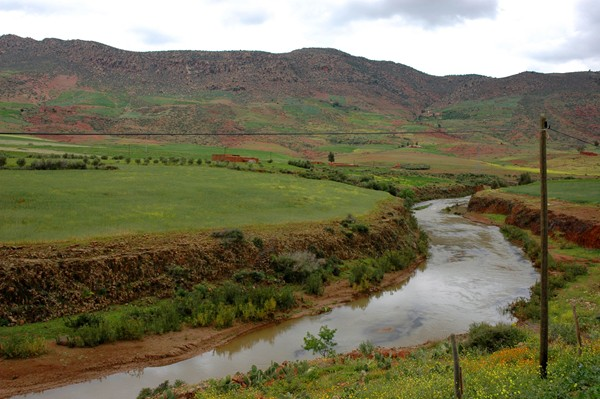
Otra vista del río.

El río Morbeya (en árabe, أم الربيع (Oum Er-Rbia), que significa «madre de la primavera»; en tamazight: ⴰⵙⵉⴼ ⵏ ⵡⴰⵙⵉⴼⵏ (Asif n wasifen), que significa «Río de los ríos»), es el segundo río de Marruecos por longitud. Tiene su fuente en el Atlas Medio, a una altitud de 1240 m, a 40 km de la ciudad de Jenifra y a 26 km de la ciudad de M'rirt, en la comuna rural de Oum Er-Rbia. Tiene una longitud de 600 km de y desemboca en el océano Atlántico, en Azamor (región de Abda-Doukkala). Con un flujo no despreciable de 117 m³/s, se han construido en él muchas presas (ocho), siendo las más conocidos la de Bin el Ouidane, construida sobre el uadi El Aabid, al lado de Azilal, cerca de la localidad de Beni Melal y a 120 km de Jenifra; y la de Maachou, en la desembocadura del Oum Er-Rbia. 
La construcción de una serie de presas en el Morbeya y sus afluentes constituye un reto para el gobierno marroquí, que quiere alcanzar una meta de riego estimado de 1 millón de hectáreas en todo el reino. La autosuficiencia en la producción de trigo no se ha alcanzado todavía. 
El río contribuye al desarrollo agrícola de las llanuras de Tadla y de Abda Doukala.

## Etimología
Según la tradición oral, el nombre de Oum Er-Rbia, que significa «madre de la primavera» proviene de las 40 pequeñas fuentes (dulces y saladas), que alimentan el río. La otra versión mitológica es que el Oum Er-Rbi a prometió sacrificar por ahogamiento a 40 personas por año, desde la fuente hasta la boca. 

## La cuenca del Morbeya
La cuenca del Morbeya es la piedra angular de la red hidroeléctrica y de riego de Marruecos, que se extiende sobre una superficie de 35 000 km². El Morbeya, con una longitud de 600 km, se origina en el Atlas Medio, a unos 1200 m de altitud y a 40 km de Jenifra (la ciudad es aprovisionada de agua potable a través por una planta de tratamiento, que da un agua de un sabor fuerte); luego cruza la cadena del Atlas Medio, la llanura de Tadla y la de Abda-Doukala (la Meseta costera) y desemboca en el océano Atlántico, a unos 16 km de la ciudad de El Jadida (Azamor).
La cuenca del Morbeya constituye un conjunto de cursos de agua complejo, centrándose en el Atlas Medio (causse, meseta y el dir); este sistema fluvial, incluyendo el Morbeya, el uadi Srou y el uadi Chbouka. La pieza central de la cuenca se encuentra en el eje principal del Morbeya (uadi El Abid). Esta cuenca se considera como la reserva hidráulica de una parte del país, y en ella se han construido una importante serie de presas.
En términos de hidrología, la provincia de Jenifra es una gran reserva de agua por su sistema hidrológico complejo. Estos ríos tienen su origen en la región de Jenifra, para formar 3 grandes cuencas hidrográficas principales:
- cuenca del Errabia Umm[3]
- cuenca del Moulouya[4]
- cuenca del Bouregreg[5]

Los afluentes del Morbeya son el uadi Srou (los principales afluentes son uadi Chbouka y uadi Ouaoumana). Además del Oum Er-Rbia, se pueden citar el uadi Moulouya y su afluente Anesgumir; el uadi Grou y su tributario el Bouregreg; el uadi Ksiksou; y el uadi Boukhmira.

## Las presas

### Provincia de Jenifra

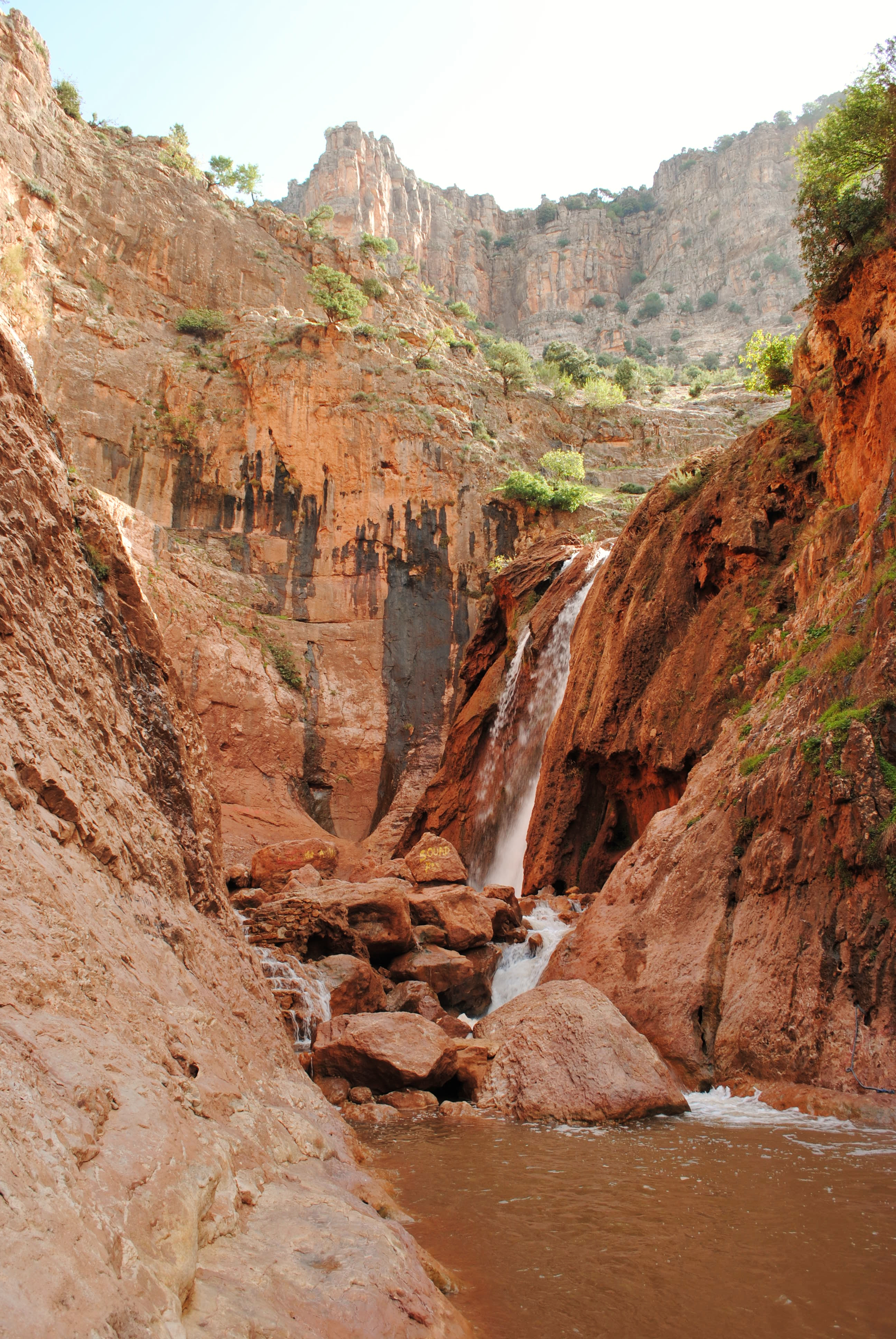
Nacimineto del río Morbeya, en la provincia de Jenifra.

#### Presa de Tanafnit El Borj
La presa Tanafnit El Borj, a 25 km de la ciudad de Jenifra fue la primera presa hidroeléctrica construida en la ciudad de Tanafnit, aguas arriba de las fuentes del Oum Er-Rbi3
La realización del complejo supondrá la creación de una presa, la mejora de las infraestructura viales de la región y generar puestos de trabajo temporales equivalentes a 90.000 hombres-día.
Ubicada en la provincia de Jenifra, a unos 40 km al noreste de la ciudad de Jenifra, esta infraestructura se beneficia de una importante regulación natural a través de las fuentes del Oum Er Rbia, que aseguran al uadi unos caudales de estiaje particularmente sostenidos.
Con una capacidad instalada de 2 x 9 MW, el desarrollo de Tanafnit consiste en turbinar los caudales de esta fuente para retornarlos justo aguas arriba de la hidroeléctrica de El Borj. (fuente O.N.E)

### Presa de Ahmed El Hanssali
La presa de Ahmed El Hansala, situada cerca del centro de Zaouyat Sheikh, a 50 km de Kasba Tadla, es una obra en escollera con paramento de hormigón, para crear un embalse de una capacidad de retención de 740 millones de m³, de regularizar 473 millones de m³ y obtener una caída de entre 51 y 82 m para la producción de energía eléctrica. Su construcción en el Morbeya es un activo estratégico, en términos de energía hidroeléctrica y de riego de las llanuras del Beni Amir (36.000 hectáreas), además de aprovisionamiento de agua potable. Su capacidad de almacenamiento es de 350 millones de m³.

### Presa de Aït Ouarda
La presa de Aït Ouarda se encuentra en la provincia de Azilal, en el uadi El Abid, el principal afluente del río Morbeya. Fue puesta en servicio en 1953.

### Presa de Bin el Ouidane
Presa construida en Ait Aissa, cerca de Azilal y de Beni Melal, sobre el uadi El Abid, el afluente más importante del Morbeya. Los cursos de agua de la cuenca están constituidos por el Oum Er Rbia y sus principales afluentes: Tessaout, Lakhdar y El Abid. Localizada aguas abajo de la ciudad de Jenifra, fue puesta en servicio en 1954. Su altura es de 123 m y tiene una capacidad de 1.253 Mm³y una superficie de agua de 6,5 km².
Permite el desarrollo de la llanura de Tadla (70 000 hectáreas de tierras fértiles) y contribuye a desarrollar la producción agrícola de Marruecos por la remolacha azucarera (150 000 toneladas/año), así como por la infraestructura industrial adecuada (destinada al azúcar, el algodón y la leche).
La presa hidroeléctrica de Afourer proporciona una energía de 600 millardos de kilovatios hora, que suponen dos tercios de la energía hidroeléctrica de origen en Marruecos.

### Las presas de Abda Doukala
Esta concentración de presas a continuación juega un triple papel:
- Irrigación de las grandes llanuras de Doukala y A'bda.kala.
- Producción hidroeléctrica.
- abastecimiento de agua potable de la región de Casablanca

El grupo está formado por las siguientes cuatro presas:
- presa de Al Massira (1979);
- presa de Imfout (1944);
- presa de Daourat (1950);
- presa de Sidi Said Maachou

La presa en el Morbeya fue puesta en servicio en 1929 y fue la primera presa construida en Marruecos, concebida para una potencia hidroeléctrica en 1952 y provee a Casablanca de agua potable.